# Distretto di Calquis
Il distretto di Calquis è uno dei tredici distretti  della provincia di San Miguel, in Perù. Si trova nella regione di Cajamarca e si estende su una superficie di 339 chilometri quadrati.

Istituito il 19 marzo 1965, ha per capitale la città di Calquis; al censimento 2005 contava 4.694 abitanti.